# Saint-Alphonse (Quebec)
Saint-Alphonse es un municipio canadiense situado en la provincia de Quebec.

## Superficie
Saint-Alphonse tiene una superficie de 112,09 km².

## Demografía
En 2021, tenía 711 habitantes, una densidad poblacional de 6,3 hab./km², y 325 viviendas.